# Petroplax caricis
Petroplax caricis är en nattsländeart som beskrevs av Barnard 1934. Petroplax caricis ingår i släktet Petroplax och familjen krumrörsnattsländor. Inga underarter finns listade i Catalogue of Life.